# Perle

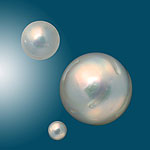
Perlen

Eine Perle ist ein fester, oft runder Fremdkörper aus Perlmutt, der in bestimmten perlbildenden Muscheln, seltener auch Schnecken heranwächst.

## Kulturelle Bedeutung
In einem Grab im Emirat Umm al-Qaiwain (Vereinigte Arabische Emirate (VAE)) haben französische Archäologen 2012 eine Perle entdeckt, deren Entstehungszeit sie auf zwischen 5547 und 5235 v. Chr. datieren konnten. Wenige Jahre später fanden Archäologen in den VAE eine Perle, deren Entstehung nach Radiokohlenstoffdatierung auf den Zeitraum zwischen 5800 und 5600 v. Chr. zurückgeht. Die Funde zeigen, dass die Bevölkerung der Arabischen Halbinsel bereits im Frühneolithikum nach Muscheln tauchte. Erste Überlieferungen, in denen Perlen erwähnt werden, finden sich im chinesischen Geschichtsbuch von Shu King („… erhielt König Yu Perlen als Tribut vom Fluss Hwai …“).
Im gesamten Altertum waren Perlen hoch geschätzt. In der Perlensymbolik wird die Perle in der Regel mit Jungfräulichkeit verbunden. Für die kurdischen Mystiker ist die Perle wie „ein Embryo, das am Grund seines Muscheluterus schlummert“. In der christlichen Ikonographie gilt die Perle ebenfalls als Symbol der jungfräulichen Empfängnis Marias.
Auch bei Griechen und Römern waren Perlen sehr begehrt. Die Römer übernahmen den griechischen Namen margarita (Plural margaritae) für Perle auch als Bezeichnung für die Geliebte, ein Begriff, der sich bis heute im Namen Margarete erhalten hat. Im Mittelalter wurde für die Perle auch der lateinische Begriff Lapis margaritae verwendet. Eine ganze Reihe von Muscheln erhielt später den Namenszusatz margaritifera, deutsch „perlentragend“.
In vielen Kulturen hatte und hat die Perle einen tiefen Symbolcharakter. So sind Perlen in China z. B. das Symbol für Reichtum, Weisheit und Würde; in Japan bedeuten sie Glück, in Indien Kinderreichtum. In vielen Kulturen werden Frauen oder bestimmte Körperpartien wie z. B. Zähne oft mit Perlen verglichen. Eine der häufigsten Anwendungen in der Heilkunde waren „Herzbeschwerden“. Die Perle galt darüber hinaus sowohl als Aphrodisiakum wie auch als Heilmittel für Melancholie und Wahnsinn. Sie ist auch Symbol für Tränen.
Im Mittelalter erhielt sie zudem einen sakralen Charakter. Perlen galten als Zeichen der Liebe zu Gott. So finden sie auch im Neuen Testament der Bibel Erwähnung: Und die zwölf Tore waren zwölf Perlen, je eines der Tore war aus einer Perle, und die Straße der Stadt reines Gold, wie durchsichtiges Glas (Offenbarung des Johannes). Sie waren nicht zuletzt durch die Erwähnung in der heiligen Schrift unverzichtbarer Teil der Machtdemonstration christlicher Herrscher, die sie vorwiegend im Sinne der Zahlensymbolik einsetzten.
Die Margaritomantik befasst sich mit der Weissagung mit Hilfe von Perlen. Unter arabischem Einfluss begann ab dem 8. Jahrhundert die Verwendung als Heilmittel. In Europa wurden Flussperlen zur Herstellung von Perlmilch verarbeitet, und das „aqua perlata“ des Mittelalters bestand aus Perlenpulver, Essig oder Zitronensaft, Zucker und Kräutern. Bis zur Mitte des 19. Jahrhunderts nahmen Perlen einen festen Platz in den Lehrbüchern der Pharmazie ein.

## Entstehung
Perlen bilden sich in der Natur unter nicht genau geklärten Umständen. Die frühere Vermutung, ein in die Muschel eingedrungenes Sandkorn sei der Auslöser zur Bildung einer Perle, wird heute von der Wissenschaft mehrheitlich verworfen. Man geht davon aus, dass ein Sandkorn einem dem Leben am Boden angepassten Tier wie der Muschel keinerlei Schwierigkeiten bereitet.
Henry A. Hänni, Professor für Gemmologie an der Universität Basel, wie auch Jochen Schlüter, Leiter des Mineralogischen Museums der Universität Hamburg, gehen davon aus, dass für die Perlenbildung Epithelzellen der Muschel verantwortlich sind, die durch Einbohrung von Parasiten oder durch andere Verletzungen in das tiefere Mantelgewebe der Muschel verschleppt werden, wo sie eine Zyste bilden. Calciumcarbonat, das Baumaterial der Schale, wird dort abgeschieden und lagert sich Schicht um Schicht ab, wodurch schließlich eine Perle entsteht.

## Zusammensetzung

Bruchfläche von Perlmutt im Rasterelektronenmikroskop

Die Perle hat eine kristalline Struktur und besteht wie die Muschelschale zu 80–92 % aus Calciumcarbonat (CaCO3) in seiner primären Form, dem Aragonit. Sekundär ist Calciumcarbonat als Calcit vertreten, hinzu kommt ein kleiner Anteil an Wasser. Die Kristalle wachsen in Form von Plättchen, sind schichtweise geordnet und werden von einer organischen Mischung aus Proteinen und Conchin (bzw. Conchiolin) gewissermaßen lose miteinander „verkittet“. Dadurch entsteht eine hohe Bruch- und Stoßfestigkeit. Die Bestandteile von Perlmutt und die Bestandteile der Perlen sind identisch, jedoch unterscheiden sich die Mengenanteile. Perlmutt enthält z. B. etwas mehr Wasser.
Perlen sind härter bzw. widerstandsfähiger als Perlmutt. Ihre Mohs’sche Härte beträgt 3,5–4. Sie wachsen in Schichten, die bei einer durchgesägten Perle ähnlich wie Baumringe zu sehen sind.
Der Glanz, „Lüster“ genannt, entsteht durch die Lichtreflexion und -brechung an den Kristallgrenzen des Calciumcarbonats und an den dort eingelagerten Wassermolekülen und wird umso feiner, je dünner und zahlreicher die Schichten sind (Interferenz). Durch das „Austrocknen“ und eine Veränderung der organischen Bestandteile ergibt sich die Alterung der Perlen.
Die Farbe ist abhängig von der Art der Perlmuschel, ihrem Lebensraum und der Wassertemperatur. Sie reicht von Weiß über Gelb und Rosa bis Grau. Perlen können, nachdem sie aus der Muschel genommen wurden, in nahezu allen Farben gefärbt werden. Sie vertragen jedoch weder Hitze noch Laugen und Säuren.

## Bezeichnungen
Eine international verbindliche Nomenklatur ist für den korrekten Perlenhandel Voraussetzung. Die jeweiligen Kriterien müssen im Handel angegeben werden und sind verbindlich für einen seriösen Einkauf und Verkauf. Unterschieden wird zwischen natürlichen Perlen, Zuchtperlen mit implantiertem Perlmuttkern oder einem Implantat aus Epithel, Imitationen von Natur- oder Zuchtperlen, Perlen aus Kompositionsmaterial, wie zum Beispiel die Mallorcaperlen. Auch Behandlungen von Perlen müssen angegeben werden.
- Als „echte Perle“ oder „natürliche Perle“ dürfen nur die Perlen bezeichnet werden, die ohne menschliches Eingreifen in Gewässern gewachsen sind. Sie werden auch als „Orient-Perlen“ bezeichnet, wenn sie, wie bis ins 19. Jahrhundert insbesondere im Persischen Golf, von Perlentauchern gefischt wurden. Parallel dazu waren über Jahrhunderte die Flussperlen aus mitteleuropäischen Gebirgsbächen von größter Bedeutung. Ein Beispiel sind die perlenbestickten Gewänder in der Schatzkammer von Wien.

- „Kulturperle“ oder „Zuchtperle“ ist der handelsübliche Name für eine durch Implantat von Menschenhand in dem Muschelkörper gewachsene Perle. Sie wird auf Muschelbänken gezüchtet und während ihrer zwei- bis dreijährigen Wachstumsphase intensiv betreut.

- Unregelmäßig geformte Perlen nennt man „Barockperlen“.

- Als „Biwa-Perle“ werden japanische Süßwasserperlen bezeichnet, die im Biwa-See gezüchtet wurden. Sie haben einen weichen Epithelkern und deshalb ausschließlich barocke Formen. Heute werden Zuchtperlen mit Epithelkern in vielen anderen Gewässern gezüchtet. Der Biwa-See ist heute durch Industrieschadstoffe so belastet, dass Zuchtfarmen kaum mehr gute Erträge bringen.

- „Button-Perle“ bezeichnet eine Perle mit ebenmäßiger Oberfläche, die kreisrund, aber flachkugelig, das heißt elliptisch gewachsen ist. Sie kann natürlich vorkommen oder durch Implantat eines entsprechend geformten festen Kerns gezüchtet werden.

- „Mabé-Perlen“ sind Halb-Perlen in vielfältigen Formen mit einer oft barocken Oberfläche. Sie können natürlich wachsen oder durch entsprechende Implantate als Halbkugeln, Herzen, Quadrate etc. gezüchtet werden.

- „Keshi-Perlen“ („Mohnsamenperlen“) sind kleine Perlen, die sich ungeplant bilden können, wenn eine viel größere Perle mit Kern in einer Akoya-Muschel heranwächst.

## Kriterien zur Beurteilung
Bei einem Schmuckgegenstand gibt es neben objektiven Kriterien auch solche, die subjektiver Natur oder einer Mode unterworfen sind. Bei Perlen werden als Kriterien Form, Größe, Lüster, Oberflächenqualität, Farbe, Typ der Perle, Stärke des Perlmutts und Bohrung genannt. Oberflächenqualität und Lüster sind dabei von zentraler Bedeutung, da sie für die Schönheit der Perle ausschlaggebend und bei einem Perlenstrang Größe und Form meist weniger problematisch sind. Zur Beurteilung von Farbe und Lüster sollte man sie bei Tageslicht betrachten, niemals bei Kunstlicht; auch sollte man sie auf eine neutrale graue Unterlage legen, niemals auf eine weiße oder schwarze.
FormAls Hauptformen gelten: rund bzw. semi-rund (kugelförmig), tropfenförmig, button, oval, geringt, barock/semi-barock (abstrakt und ungleichmäßig). Die Form einer Perle ist vor allem als eine Modebeurteilung zuzuordnen. Am begehrtesten sind die perfekten Kugeln, wobei fast kugelförmige Perlen leichter und preiswerter zu bekommen sind und man den Unterschied nur bei genauer Betrachtung sieht.
GrößeGrößenangaben gelten immer für den mittleren Durchmesser der Perle, nicht für deren Länge. Das Gewicht wird normalerweise in Karat, Korn (im englischen: Grain) (1 Grain = 0,06479891 Gramm) oder Momme (alte japanische Gewichtsbezeichnung, 1 Momme = 3,75 Gramm) angegeben. Zuchtperlen werden meist in Karat oder Momme gewogen, während Naturperlengewichte in Korn angegeben werden. Stränge und größere Perlenmengen werden oft in Gramm bzw. Kilogramm gewogen. Wie bei allen anderen Edelsteinen ist die Größe entscheidend: Je größer die Perle, desto höher ist ihr Wert. Die größten Zuchtperlen sind normalerweise, aufgrund der Größe der Austern und deren erstaunlicher Perlmutt-Produktion, die Tahiti- und die Südsee-Perlen.
LüsterDer Lüster beschreibt den irisierenden Perlglanz (Schmelz) der Oberfläche, hervorgerufen durch die Lichtbrechung und die Reflexion des Lichts an den feinen, obersten Aragonitlagen, also die Qualität der Lichtreflexionen von der Oberfläche. Der Lüster gilt als Hauptkriterium zur Bestimmung der Perlqualität bei gleicher Größe. Er sollte gleichmäßig und ohne stumpfe, teigige Stellen sein. Beim Vergleich mehrerer Stränge sieht man die Qualität des Perlglanzes besser. Wenn beim Juwelier die Rede vom Lüster ist, dann wird das Zusammenwirken von Lichtreflexion (Lüster im engeren Sinne) und Orient (siehe unten) gemeint.
OberflächenqualitätDie Qualität des Lüsters steht im direkten Zusammenhang mit der Oberflächenbeschaffenheit der Perle. Eine Perle mit einer glatten, seidigen Oberfläche reflektiert das Licht immer besser und gleichmäßiger als eine Perle mit ausgeprägten Fehlern. Die einzelnen Molluskenarten bilden unterschiedlich gute Oberflächen von glatt bis körnig aus. Kleinere Unebenheiten, Vernarbungen und Vertiefungen an der Oberfläche werden als Spots bezeichnet, sie mindern den Wert der Perle.
FarbeDas farbliche Äußere setzt sich aus der Grund- oder Körperfarbe und einem scheinbar über der Perloberfläche schwebenden, meist rosa- oder grünfarbenen Schimmer (der Orient, manchmal ist von einem Zwischenton oder einer Überfarbe die Rede) zusammen. Die Farbe ist abhängig von der Muschelart und vom Entstehungsort der Perle in der Muschel und wird zudem vom Lebensraum geprägt. Dabei spielen Nahrungsmittelangebot, Wasserbeschaffenheit und Temperatur eine Rolle. Sie soll gleichmäßig sein und keine Sprenkel oder Verfärbungen aufweisen. Häufig werden Perlen mit Wasserstoffperoxid gebleicht, um unansehnliche organische Flecken auf der Oberfläche zu entfernen oder ihren Originalfarbton in eine käuferfreundlichere Farbe zu verändern. Nach der Bohrung können die Perlen eingefärbt werden: Die Farbe der Perlen ist dann einheitlich und ohne jeden Fehler. Sie kosten weniger als naturfarbene Perlen und müssen im Handel und Verkauf als gefärbt deklariert werden. Auch eine Verfärbung durch Bestrahlung ist möglich und anzeigepflichtig. Akoya-Perlen sind bei der Ernte größtenteils cremefarben, gelblich oder grünlich und bekommen durch Nachbehandlung weiße, silberne und rosafarbene Farbtöne. Die durch den Vergleich mit Farbskalen bestimmte Farbe ist für die Perlqualität unerheblich. Für den Wert der Perle ist sie dennoch als Kriterium hervorzuheben, da manche Farben besonders gefragt sind.
Typ der PerlePerlen aus verschiedenen Regionen unterscheiden sich in der Qualität und im Preis, somit ist die Herkunft entscheidend. Naturperlen wird nach wie vor ein erheblicher höherer Wert beigemessen als allen Zuchtperlen. Der Wert der kernlos gezüchteten Süßwasserzuchtperlen wird durch chinesische Überproduktion gedrückt.
Stärke des PerlmuttsDie Dicke und die Qualität der Perlmuttschichten bestimmen die Lebensdauer einer Perle. Ein starker Lüster bedeutet für gewöhnlich, dass die Perlschale stark und haltbar ist. Manchmal kristallisieren die Schichten nicht richtig aus, so dass bei aller Dicke der gewünschte Lüster fehlt.
BohrungZur Prüfung legt man den Perlenstrang auf eine ebene Fläche und überprüft, ob alle Perlen in einer Reihe liegen. Perlen, die nicht exakt mittig gebohrt sind, ragen seitlich heraus. Die Bohrlöcher sollten alle gleich groß sein, um sich gut aufziehen zu lassen. Es ist zu überprüfen, ob es an den Bohrlöchern Perlmuttschäden gibt.

## Zuchtperlen

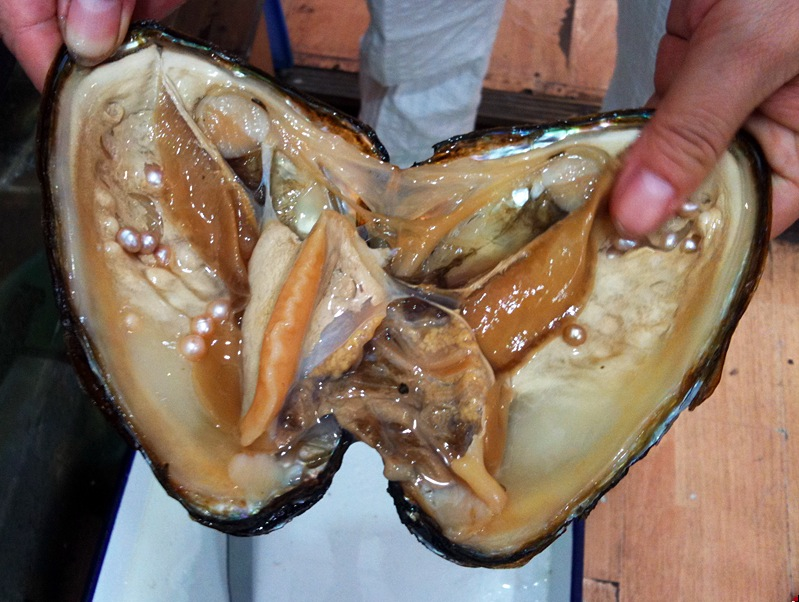
Zuchtperlen in einer geöffneten Süßwassermuschel der Art Hyriopsis cumingi

Fast alle Perlen, die heutzutage für die Schmuckherstellung verwendet werden, werden gezüchtet. Anlass für die Bildung einer Zuchtperle ist ein eingebrachtes Transplantat, das zu einem Perlsack auswächst. Das kleine Transplantat besteht aus äußerem Mantelgewebe, demjenigen Organ, welches die Muschelschale bildet. Transplantate werden einer getöteten Spendermuschel entnommen. Die Empfängermuschel bildet die Zuchtperle in einem Zeitraum von wenigen Monaten bis zu mehreren Jahren. Dabei ist entscheidend, ob ein Kugelkern mit dem Transplantat eingesetzt wird oder nicht. Daher spricht man von kernlosen Zuchtperlen und von Zuchtperlen mit Kern. Vor diesem Hintergrund haben sich zwei „Normalfälle“ herausgebildet. Kernlose Zuchtperlen werden meistens in Süßwassermuscheln erzeugt, sie wachsen im Mantel der Empfängermuschel heran. Das resultierende Produkt ist die chinesische Süßwasser-Zuchtperle. Zuchtperlen mit Kern werden meistens in Salzwasseraustern erzeugt, sie wachsen in der Gonade der Empfängermuschel. Bekannte Produkte dieser Art sind die japanischen Akoya-, die weißen oder goldfarbenen Südsee- oder die dunklen Tahiti-Zuchtperlen. Da im Mantel bis zu über 40 Zuchtperlen (auf jeder Schalenhälfte um 20 Stück) in einer Periode erzeugt werden können, in der Gonade aber nur eine pro Zyklus, sind die marinen Zuchtperlen mit Kern im Allgemeinen viel teurer als kernlose Süßwasser-Zuchtperlen.
Der Japaner Kokichi Mikimoto schaffte es, in den frühen 1920er Jahren die ersten vollrunden Zuchtperlen auf den Markt zu bringen. Zehn Jahre zuvor, 1913, hatte der deutsche Zoologe Friedrich Alverdes nachgewiesen, dass Perlen durch die Verlagerung von Epithelzellen in das Bindegewebe des Mantels der Muschel entstehen. Das letztlich von Mikimoto verwendete Verfahren geht auf zwei andere Japaner, Tokichi Nishikawa und Tatsuhei Mise, zurück, die es ihrerseits wahrscheinlich von dem Australier William Saville-Kent übernommen haben.
Allerdings wurden bereits im 5. Jahrhundert n. Chr. in China „Buddha-Perlen“ in Süßwassermuscheln (wie z. B. Hyriopsis cumingi) gezüchtet. Dabei handelte es sich um in die Muscheln eingefügte kleine Buddha-Figuren aus Elfenbein, Gips oder Blei, die mit der Zeit durch Perlmutt beschichtet wurden. Dem schwedischen Naturwissenschaftler Carl von Linné war es schon im Jahre 1758 gelungen, mit einem T-förmigen Silberdraht einen Kern aus Gips in eine Süßwassermuschel, die Malermuschel (Unio pictorum), einzufügen, um runde Perlen zu züchten. Später verkaufte er das patentierte Verfahren. Das Patent wurde jedoch nie praktisch eingesetzt und geriet in Vergessenheit.
Die Muscheln müssen in offenen Gewässern auf Muschelbänken etwa zwei Jahre lang in ihrem „Perlsack“ das Fremdkörper-Implantat Schicht um Schicht ummanteln, wobei nicht jede Muschel die Operation oder aber das angenommene Fremdkörper-Implantat für die Dauer von mindestens zwei Jahren überlebt. Nur in etwa 30 % der mit einem Implantat versehenen Muscheln entwickelt sich eine Perle. Nur 10 % dieser Perlen sind kommerziell brauchbar. Lediglich 3 % dieser Ernte sind perfekt rund. Nur 0,5 % hiervon erreichen die höchste Qualitätsstufe in Farbe, Form, Oberflächenbeschaffenheit und Lüster.
Diese Zahlen variieren je nach Muschelart, Ort und Bedingungen der Zucht. Neben einer Zuchtperle können sich während ihrer Wachstumsphase in der Muschel auch eine Reihe sehr kleiner Perlen, die Saatperlen, ohne weiteres menschliche Zutun, bilden. Muscheln können mehrmals in ihrem Leben ein Fremdkörper-Implantat ummanteln.
Nur einige wenige von weltweit 10.000 Muschelarten können Schmuckperlen hervorbringen. Bei der Zucht im Meerwasser kommen Muscheln der Gattung Pinctada, den Perlmuscheln (fälschlich oft auch Perlaustern bezeichnet), zum Einsatz; Süßwasser-Zuchtperlen werden in Muscheln der Gattung Hyriopsis gezüchtet.
Nicht handelbare Perlen werden bereits in den Perlfarmen aussortiert und geschreddert. Das Pulver wird von der Kosmetikindustrie weiterverarbeitet.

## Perlmuschel
Bei der Zucht im Meer kommen Muscheln der Gattung Pinctada (Perlmuscheln) zum Einsatz. Die englische Bezeichnung pearl oyster wird oft als „Perlauster“ übersetzt. Allerdings wird der Begriff oyster im Englischen traditionell in weiterem Sinne verwendet als im Deutschen und umfasst nicht nur die Familie der Austern, von denen mehrere Arten als Delikatesse verzehrt werden. Perlmuscheln dagegen gehören zur Familie der Flügelmuscheln.
Zu den häufigsten Zuchtmuscheln gehören:
- Pinctada martensii (Dunker, 1872): Diese Muschel kommt hauptsächlich vor den südlichen Inseln Japans vor. Die bis zu 8 cm große Pinctada martensii wird auch als Akoya bezeichnet (japanisch ako „mein Kind“, ya „zeigt die Zuneigung“). Die Perlen dieser Muschel erreichen eine Größe bis zu 12 mm. Sie werden in Japan seit etwa 100 Jahren zur Perlengewinnung gezüchtet, in China seit 1980.

- Pinctada maxima (Jameson, 1901): Bei der Perlmuschelart Pinctada maxima handelt es sich um eine außerordentlich große Muschel. Sie kann über 5 kg wiegen. Sie kommt im östlichen Indischen Ozean bis hin zum tropischen westlichen Pazifik vor. Die Perlen dieser gut zur Zucht geeigneten Muschel können 20 mm groß werden.

- Pteria penguin (Röding, 1798): Pteria penguin ist im Roten Meer, Persischen Golf, Indischen Ozean und dem tropischen westlichen Pazifik beheimatet. Sie wird manchmal auch als „Schwarze Flügelmuschel“ bezeichnet. Sie produziert, wie auch Pinctada margaritifera, die bekanntesten schwarzen Perlen.

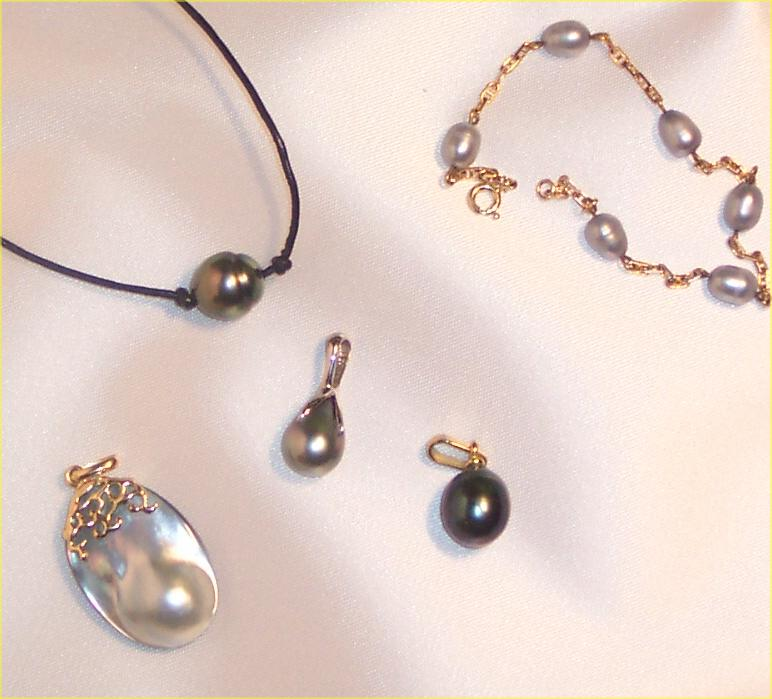
Tahitiperlen (der Perlmuschel Pinctada margaritifera cumingi)

- Pinctada margaritifera (Linnaeus, 1758): Diese Muschel ist an der Ostküste Afrikas, im Roten Meer, im Persischen Golf, im Indischen Ozean sowie im westlichen und mittleren pazifischen Raum beheimatet. Es handelt sich bei Pinctada margaritifera eher um eine Gruppe leicht unterschiedlicher Muscheln. So wird zum Beispiel die „Schwarzlippige Perlmuschel“ aus dem polynesischen Raum, aus der die Tahitiperle gewonnen wird, als Pinctada margaritifera cumingi eingeordnet. Kulturhistorisch dürften die kostbarsten und berühmtesten Perlen der Antike (wie etwa die legendären Perlenohrringe der Königin Kleopatra) von dieser Muschelart stammen.

- Pinctada radiata (Leach, 1814) ist im Persischen Golf, Roten Meer, Indischen Ozean und, seit dem Bau des Suez-Kanals, stellenweise nun auch im Mittelmeer beheimatet. Die meisten Perlen der Antike dürften dieser Muschelart zu verdanken gewesen sein. Der Umfang der Kultivierung dieser Muschelart im Sinne der Zuchtperlen gilt als unbemerkenswert. Ihre Naturperlen genießen jedoch noch heute einen hohen Stellenwert.

- Pinctada imbricata (Röding, 1798): Bei der Muschelart Pinctada imbricata handelt es sich um jene Perlmuschel, welche für die ersten Perlen aus der Neuen Welt (Amerika) sorgte. Der Weltentdecker Kolumbus hatte Perlen dieser Muschelart bei Indianern an der Küste Venezuelas vorgefunden. Sie wird auch als „Atlantische Perlmuschel“ bezeichnet, da sie im westlichen Atlantik beheimatet ist (Bermuda, Florida und nördliches Südamerika). Die natürlichen Bestände dieser Muschelart gelten durch Überfischung vielerorts als ausgerottet oder sehr gefährdet, zumal diese Muschelart im Sinne der Zuchtperlen nicht kultiviert wird.

- Pinctada fucata (Gould, 1857) könnte als die bedeutendste Muschelart in der Geschichte der Perlenzucht gelten. Mit dieser Muschelart eröffnete der japanische Perlenzüchter Mikimoto bereits Anfang des 20. Jahrhunderts den Weltmarkt der Zuchtperlen. Sie ist auch als die „Akoya-Muschel“ (Akoya oyster) bekannt. Die Bezeichnung Pinctada fucada ist wissenschaftlich noch etwas unstabil. Sie ist in den Meeresgewässern von Japan, China, Taiwan, Vietnam und Australien beheimatet.

- Pinctada mazatlanica (Hanley, 1855) wird manchmal auch als die „La-Paz-Perlmuschel“ bezeichnet. Die wohl berühmteste tropfenförmige (halbbarocke) Perle aller Zeiten, La Peregrina, dürfte von dieser Muschelart stammen. Das Verbreitungsgebiet dieser ostpazifischen Muschelart erstreckt sich von der Westküste Mexikos (Baja California) bis nach Peru. Sie kann eine Größe von über 20 cm erreichen. Natürliche Perlen können über 10 mm groß sein. Neben weißen Perlen bringt diese Muschelart auch dunkelfarbige Perlen hervor.

## Perlentyp
Die bekanntesten Perlenarten sind:

### Flussperlen

Kette aus bayerischen Flussperlen

Die Flussperlmuschel Margaritifera margaritifera (L., 1758) ist maximal 14 cm groß. Sie bildet meist kleine, nicht ganz runde Perlen mit einem etwas schwächeren Lüster als bei Meerwasserperlen aus und kommt in den Flüssen und Bächen der nördlichen Hemisphäre vor. Für das Wachstum einer Perle von 4 mm wird mit einer Wachstumszeit von 20 bis 25 Jahren gerechnet, für Perlen von 6–7 mm mit 40 bis 50 Jahren. Extrem selten sind Flussperlen von einer Größe über 20 mm, die nur in über 250 Jahre alten Muscheln zu finden sind. Bei genauer Überprüfung stellen sich meistens die Perlen als Artefakte heraus oder das Alter der Muscheln entspricht nicht den Erwartungen. Die Muschel benötigt absolut saubere, kalkarme Gewässer, die im Urgestein entspringen, und gilt deshalb als hervorragender „Umweltindikator“.

### Meerwasserperlen-Varietäten

#### Tahiti-Perlen
Die Tahiti-Perle aus der Perlmuschel Pinctada margaritifera ist nach der tropischen Insel in Französisch-Polynesien benannt. In Europa ist sie erst seit 1845 bekannt. Dieser Perlentyp verfügt über einen großen Kontrast zwischen seiner grauen, silbernen oder schwarzen Grundfarbe und dem farbenfrohen Orient. Typisch sind Blau, Grün (die häufigste Orient-Farbe der Tahiti-Perle ist Dunkelgrün und wird „fly wing“ genannt), Pink (in Kombination mit einer schwarzen Grundfarbe entsteht die Farbe „Aubergine“) oder Purpur. Die seltensten und daher wertvollsten Oriente der Tahiti-Perle sind „Peacock“ (d. h. „Pfau“, eine Grün-Pink-Kombination) und reines Purpur. Tahiti-Perlen wachsen meist vier bis fünf Jahre lang. In die Muscheln lässt sich immer nur jeweils ein Nukleus implantieren, sie können aber mehrmals nacheinander besetzt und schließlich sogar in die freie Natur entlassen werden. Tahiti-Perlen gehören zu den größten Perlen; sie haben etwa 8 bis 16 Millimeter Durchmesser. In der westlichen Welt wurden sie durch Kaiserin Eugenie, Ehefrau Napoleons III., berühmt.

#### Südsee-Perlen
Südsee-Perlen aus der Perlmuschel Pinctada maxima werden in Indonesien, Australien und auf den Philippinen gezüchtet. Diese Perlenart ist für ihre weißen, silbernen und goldenen Perlen bekannt. Ihr Wachstum dauert normalerweise zwei bis sechs Jahre. In die Muscheln lässt sich immer nur jeweils ein Nukleus implantieren, sie können aber mehrmals nacheinander besetzt und schließlich sogar in die freie Natur entlassen werden, um ihre Gene an zukünftige Generationen weiterzugeben. Südsee-Perlen gehören zu den größten Perlen; meist haben sie 10 bis 16 Millimeter Durchmesser, können aber auch bis zu 20 Millimeter groß werden. Weil sie gut zu hellen Hauttönen passen, sind weiße Perlen nach wie vor die beliebtesten und teuersten Perlen.

#### Akoya-Perle
„Akoya-Perle“ ist eine generelle Handelsbezeichnung für im Japanischen Meer gewachsene Zuchtperlen aus Muscheln der Arten Pinctada martensii und Pinctada fucata. Seit einigen Jahren wird die Akoya-Perle auch in China, Tahiti und Vietnam gezüchtet. Die Akoya-Perlmuscheln sondern sehr viel weniger Perlmutt ab als die Südsee- oder Tahiti-Muscheln. Die Beschichtung des Perlmuttkerns ist deshalb bei den Akoya-Perlen sehr viel dünner. Sie wachsen normalerweise acht Monate bis zwei Jahre lang und können mit bis zu fünf Kugel-Nuklei bestückt werden; üblich sind zwei. Akoya-Perlen haben durchschnittlich 2 bis 6 Millimeter Durchmesser. Ungefähr jede fünfte besetzte Akoya-Muschel produziert Perlen, aber nur ein kleiner Bruchteil dieser Perlen besitzt Edelsteinqualität. Von Natur aus sind sie weiß oder cremefarben, durch menschliche Behandlung sind sie aber in verschiedensten Farben erhältlich.

#### Keshi-Perlen
Keshi-Perlen (Mohnsamenperlen) sind winzige Perlchen, die sich ungeplant bilden, wenn eine viel größere Perle mit Kern in einer Akoya-Muschel heranreift. Da Keshi kernlos sind, sind sie im strengen Sinne Naturperlen. Sie haben dasselbe Farbspektrum wie die Akoya-Perlen. Muscheln, die Südsee- und Tahiti-Perlen hervorbringen, produzieren auch Keshi-Perlen, die manchmal mehr als 10 mm lang sind. Wegen der interessanten Formen der Keshi-Perlen werden sie gern zu Schmuck verarbeitet.

### Süßwasserperlen-Varietäten
Süßwasserperlen unterscheiden sich von anderen Zuchtperlen dadurch, dass sie nicht mit einem Nukleus versehen werden. Stattdessen wird nur ein kleiner Schnitt im Gewebe vorgenommen, in den ein Gewebeteilchen einer anderen Muschel eingesetzt wird. Dieser Vorgang wird bis zu 25 Mal an jeder Hälfte der Muschel vorgenommen, so dass bis zu 50 Perlen entstehen können. Die Muscheln, u. a. Hyriopsis schlegelii (Martens, 1861), werden dann zurück in ihren Lebensraum im Süßwasser gesetzt und zwischen zwei und sechs Jahre gehegt. Die Perlen bestehen aus solidem Perlmutt, das sie sehr leuchtend und farbenfroh macht, sind aber nur selten rund (meistens barockförmig), da kein Nukleus eingepflanzt wurde, der die Form beeinflussen konnte. Die Muscheln sind auch viel leichter anzubauen. Ihre Sterberate ist deutlich niedriger als die der mit Nukleus bestückten. Außerdem werden Süßwassermuscheln viel seltener Opfer von Naturkatastrophen wie Taifunen und Flutwellen, die Meerwasser-Perlenfarmen plagen.
Die meisten Süßwasserperlen kommen heutzutage aus China, nachdem Anfang der 1960er Jahre die ersten kernlosen Süßwasserzuchtperlen in den Handel kamen. Heute ist es möglich, annähernd runde Perlen von bis zu 12 Millimeter Größe mit feinem Lüster zu züchten. Dazu werden geerntete Perlen mit neuem Epithelmaterial ein zweites oder auch drittes Mal in eine Perlmuschel wie Hyriopsis cumingii (Lea, 1852) eingepflanzt. In neuerer Zeit werden chinesische Süßwasserperlen auch mit Nukleus gezüchtet, die dann Perlen mit einem Durchmesser von bis zu 14 Millimetern hervorbringen und der japanischen Salzwasserzuchtperle sehr ähnlich sind.

#### Biwa-Perlen
Der größte See Japans ist der Biwa-See. Biwa-Perlen sind bekannt für ihre hohe Qualität, gleichmäßigen starken Lüster und glatte Oberfläche. Das Farbspektrum umfasst Cremeweiß, Weißrosa, Lachsorange, dunkles Weinrot und Violett. Die Austern nehmen keine Kerne an, somit sind sie kernlose Perlen und wachsen deshalb oft in bizarren Formen. Viele Süßwasserperlen werden als Biwa-Perlen bezeichnet, obwohl sie aus China stammen.

## Verwendung

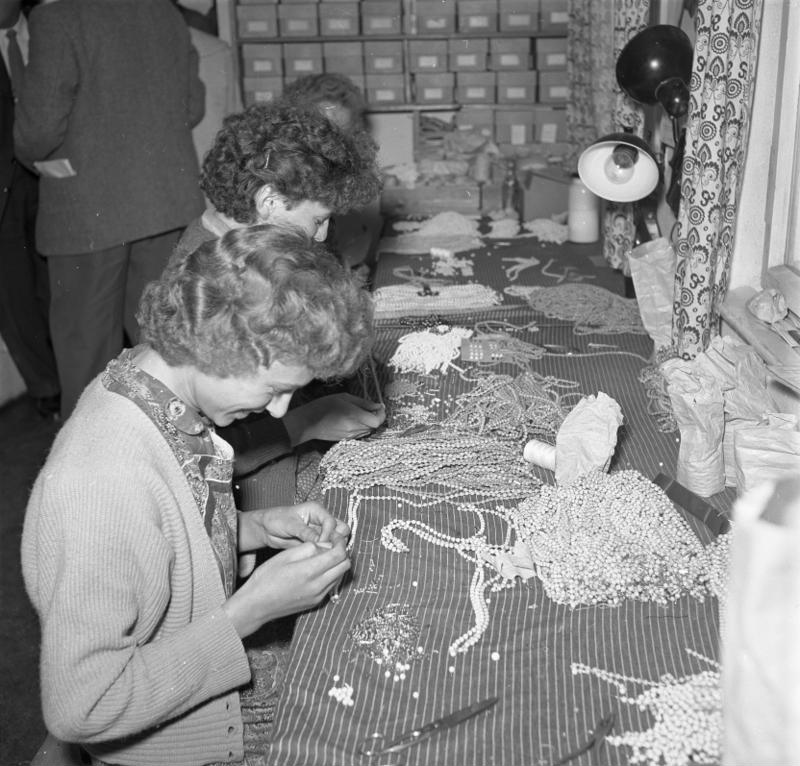
Herstellung von Perlenketten: das Auffädeln von Glasperlen, 1956.

Bereits Plinius der Ältere und Tacitus beschrieben die Flussperle, aber beide lassen keine große Begeisterung erkennen. Sueton, der Sekretär von Kaiser Hadrian, schreibt allerdings in seiner Geschichte der römischen Kaiser, dass die britischen Perlen seinerzeit „den göttlichen Julius zum Englandfeldzug bewogen hatten“, also mit für Caesars Britannienfeldzüge verantwortlich waren.
Die Perlen waren immer sehr rar und damit überaus kostbar, obwohl sie bereits im 19. Jahrhundert gezüchtet wurden. So führte Sachsen bei einer Fischerei-Ausstellung 1880 in Berlin seine Zuchtperlen vor. Es dürfte als gesichert gelten, dass die europäischen Zuchtperlenmethoden auch japanischen Naturwissenschaftlern bekannt waren, zumal die Beschaffung jeglichen westlichen Wissens eines der Hauptanliegen der Meiji-Restauration unter Kaiser Meiji (1868–1912) war. Aufgrund des sehr langsamen Wachstums und der hohen ökologischen Anforderungen war die Zucht der Flussperle aber wahrscheinlich nicht rentabel.
Die Geschichte der sächsischen Perlenfischerei beginnt im 16. Jahrhundert und hält bis zum Ende des 19. Jahrhunderts an. Zwischen 1719 und 1879 wurden insgesamt 22.732 Perlen gefunden. Im Grünen Gewölbe in Dresden liegt eine Kette aus Flussperlen, die Berühmtheit erlangt hat, sie geht auf das Jahr 1734 zurück.
In Russland hat es in den vergangenen Jahrhunderten die reichhaltigsten Perlenfunde gegeben. Die sakrale Goldschmiedekunst griff früh auf Perlen zurück, und einzigartige Exemplare sind heute in der Rüstkammer des Kremls in Moskau und in den Museen von Sankt Petersburg, Nowgorod und anderen Städten zu sehen.
Kunsthandwerkliche Arbeiten mit Flussperlen besitzen in Deutschland u. a. die Schatzkammer der Residenz in München, die Schatzkammer in Altötting, das Bayerische Nationalmuseum in München, das Schloss Kronburg südlich von Memmingen, der Hildesheimer Domschatz, das Kloster Ebstorf in der Lüneburger Heide, das Grüne Gewölbe in Dresden sowie das Kestner-Museum in Hannover.

## Anekdoten

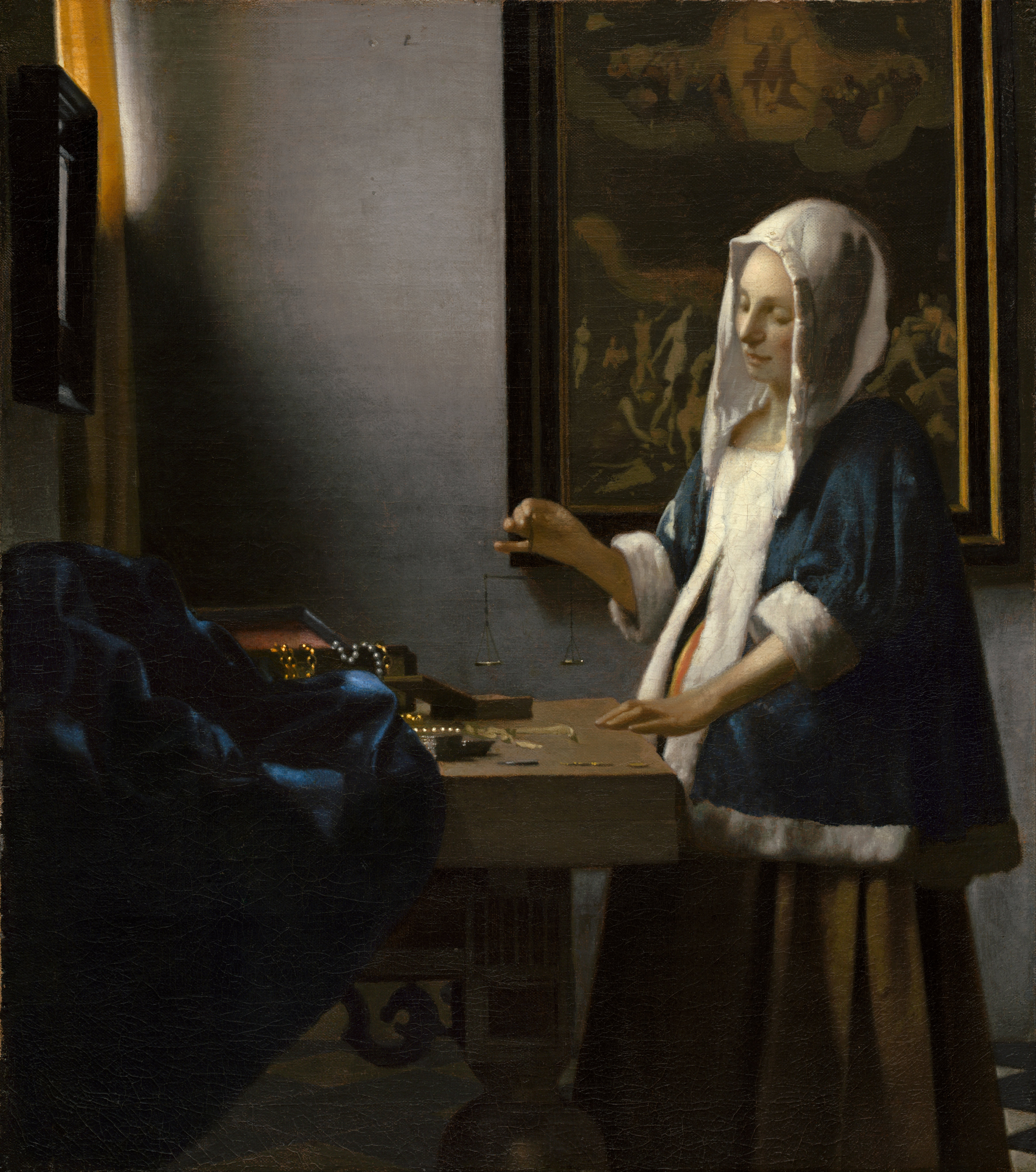
Jan Vermeer: Die Perlenwägerin,
um 1665

### Legenden um die schwarze Perle
Eine der bekanntesten schwarzen Orient-Perlen ist die Azra. Sie ist das Herzstück einer Kette der russischen Kronjuwelen. Schätzungen zufolge müssen mehr als 15.000 Perlmuscheln aus der Natur geöffnet werden, um eine dieser Perlen zu finden.
Einer polynesischen Legende nach wurde die Perlmuschel den Menschen von Oro gegeben, dem Gott des Friedens und der Fruchtbarkeit, der über einen Regenbogen auf die Erde hinabgestiegen sei. Es geht auch die Geschichte um, dass er dieses Geschenk aus Liebe zur schönen Prinzessin der Insel Bora-Bora gemacht habe.
Nach der altindischen Überlieferung, über die bereits Plinius der Ältere und nach ihm viele andere berichteten, entstehen Perlen durch die Befruchtung der Muschel durch Tau. Diese Vorstellungen u. a. wurden später durch der Wahrheit näher kommende verdrängt, indem man die Perlen wie Bezoarsteine entstehen ließ, mit welchen sie das schichtenweise Wachsen gemeinsam haben.
Im Kaiserreich China wurde den chinesischen Kaisern bei deren Ableben eine große Perle in den Mund gelegt.

### Perlen in Griechenland
Die älteren griechischen Schriftsteller sprechen nicht von den Perlen; der erste, bei dem sie vorkommen, war Theophrast, ein Schüler des Aristoteles. In seinem Buch über die Steine schreibt er, dass kostbare Halsbänder aus Perlen gemacht würden. Bei den Medern und Persern waren besonders nach dem Sieg über Krösus Armringe und Halsbänder von Perlen, an welchen sie reich waren, ein so beliebter Schmuck, dass sie diesen – wie Chares bezeugt – höher schätzten als goldenes Geschmeide.

### Kleopatras Essig
Plinius der Ältere erzählt in seiner Naturgeschichte eine der vielen Kleopatra VII. in einem ungünstigen Licht erscheinen lassenden Episoden, die Octavians Propagandafeldzug gegen die ägyptische Königin widerspiegeln. Mit dieser Schilderung wollte er die angebliche Verschwendungssucht Kleopatras anprangern. Demnach sei die Ptolemäerin im Besitz der zwei größten Perlen der Welt gewesen. Sie habe ihrem Geliebten, Marcus Antonius, immer luxuriöse Bankette bereitet. Einmal habe die „königliche Hure“ (so Plinius) aber das Essen verächtlich als bescheiden abgetan. Nun sei der Triumvir neugierig gewesen, wie man solchen Aufwand und Prunk noch steigern könne. Kleopatra habe geprahlt, die enorme Geldsumme von 10 Millionen Sesterzen in ein einziges Bankett investieren zu wollen. Der ungläubige Antonius habe gewettet, dass eine derart teure Inszenierung nicht möglich sei. Am nächsten Tag sei zwar wieder ein exquisites, aber nicht außergewöhnliches Essen aufgetragen worden. Da habe sich Antonius schon als Sieger gefühlt, als Kleopatra als zweiten Gang eine Schale mit scharfem Essig habe servieren lassen. Nun soll die ägyptische Königin laut Plinius eine der beiden großen Perlen ihrer Ohrringe im Essig aufgelöst und diesen getrunken haben. Dann habe sie beabsichtigt, mit ihrer zweiten Perle ebenso zu verfahren, doch der zum Schiedsrichter bestellte ehemalige Konsul Lucius Munatius Plancus sei mit der Bemerkung eingeschritten, dass Antonius die Wette verloren habe. Die zweite Perle sei nach Kleopatras Niederlage gegen Octavian auseinandergeschnitten und als Ohrgehänge der Statue der Venus im Pantheon in Rom verwendet worden.
Längere Zeit wurde angenommen, dass sich Perlen in Essig nicht auflösen. So wurde etwa vorgeschlagen, dass sie die Perle als Ganzes verschluckt habe. 2010 fand eine Forscherin der Montclair University jedoch heraus, dass sich in einer 5%igen Säurelösung (wie es bei Essig gegeben ist) Perlmutt in kurzer Zeit löst, während dies bei Essigessenz (25%ige Essigsäure) sogar deutlich länger dauert.

### Perlen in Rom
Der römische Kaiser Caligula (12–41 n. Chr.) ernannte sein Lieblingspferd Incitatus zum Senator und schmückte es anschließend mit einer Perlenkette. Seine dritte Ehefrau, Lollia Paulina, war eine regelrechte Perlenfanatikerin. Plinius erzählt von einer eher peinlichen Begegnung mit ihr bei einem völlig informellen Anlass. Sie war an Kopf, Hals, Ohren, Handgelenken und Fingern mit Perlen und Smaragden im Werte von 40 Mio. Sesterzen ausgestattet. Er erwähnt, dass sie sogar Quittungen von diversen Schmuckhändlern mit sich trug, um zu beweisen, wie wertvoll ihr Schmuck tatsächlich war.
Die Mode, eine große Perle im Ohr zu tragen, war zur Kaiserzeit in Rom so gewöhnlich geworden, dass sich jedes Freudenmädchen mit diesem Schmuck brüstete. Um sich von solchen zu unterscheiden, trugen Damen aus höheren Ständen Ohrgehänge aus zwei oder drei birnenförmigen Perlen, die man mit dem Modeausdruck Elenchen oder Respektperlen belegte.
Gegen diesen üppigen Luxus eifert schon Seneca. Der Kirchenvater Tertullian, der für seine besonders rigorosen Moralvorstellungen bekannt war, malt die Perlenzucht in lebendigen Farben, indem er ausruft: „Eine Million Sesterzen sind auf eine einfache Perlenschnur gereiht, ganze Wälder und Inseln trägt ein schwacher Nacken; in zarten Ohrläppchen hängt ein schweres Zinsenbuch und jeder Finger hat seinen Schatz, mit dem er tändelt. So hoch ist die Eitelkeit gestiegen, dass ein einziges Weib all ihr Hab und Gut am Leibe trägt.“

### La Peregrina

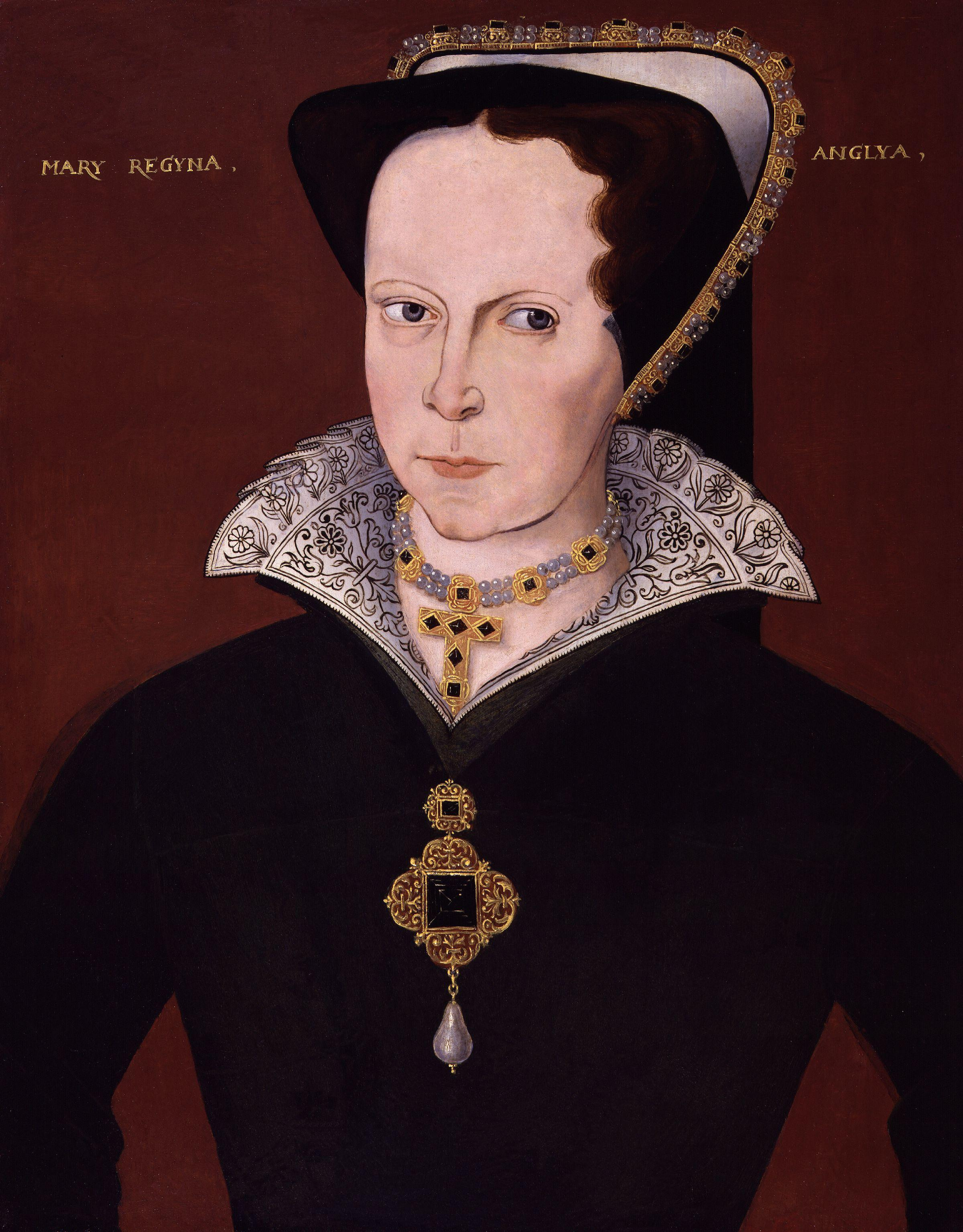
Maria Tudor mit La Peregrina an einer Brosche

La Peregrina ist wohl die berühmteste Perle der Welt. Sie wurde im 16. Jahrhundert wahrscheinlich bei den Islas de las Perlas an der Pazifikküste Panamas gefunden. Die birnenförmige Perle wiegt 203,8 Grains (ca. 13,2 g) und ist für ihre außerordentliche Schönheit bekannt. Sie war im Besitz der Spanischen Krone. Prinz Philipp II. von Spanien schenkte sie seiner Braut, der damaligen Königin von England, Maria Tudor, der Tochter Heinrichs VIII. Von da an „pilgerte“ die Perle durch viele königliche Schmuckschatullen, unter anderem die Napoleons III. und Königin Viktorias.
1969 wurde sie bei Sotheby’s versteigert, wo sie der Schauspieler Richard Burton für 37.000 US-Dollar als Geschenk zum Valentinstag für Elizabeth Taylor erwarb, die die Perle bei Cartier in ein Collier fassen ließ. Vor Freude über das Ergebnis legte Taylor das Collier um und tanzte durch die Wohnung, wobei die kostbare Perle jedoch verloren ging. Entsetzt begann sie barfuß die ganze Wohnung abzugehen, um so vielleicht das Juwel zu finden. Als dies erfolglos blieb, versuchte sie sich abzulenken und beschloss ihre Pekingesenwelpen zu füttern. Doch als sie die beiden zu sich rief, kaute einer der Hunde bereits auf etwas herum: Er hatte die Perle gefunden und sie für einen leckeren Imbiss gehalten. Taylor war erleichtert, zumal sie La Peregrina ohne jeglichen Kratzer wieder hatte.
Nach Taylors Tod wurde ihr Collier, das La Peregrina enthält, im Dezember 2011 bei Christie’s in New York für 10,5 Millionen US-Dollar versteigert, ein Teil des Erlöses floss an Taylors AIDS-Stiftung.

### La Regente
La Regente ist mit 337 Grains eine der größten Perlen der Welt. Napoleon I. schenkte diese Perle seiner zweiten Frau zur Geburt seines Sohnes, des späteren Königs von Rom. Später gehörte sie zum französischen Kronschatz und wurde 1887 vom Juwelier Fabergé im Zuge der Kronschatzveräußerung ersteigert, der die Perle an die Perlensammlerin Fürstin Jussupowa weiterverkaufte, der auch die Perle La Pellegrina gehörte (nicht zu verwechseln mit La Peregrina). La Regente war unter den wenigen Juwelen des riesigen Vermögens, die ihr Sohn, Fürst Felix, nach der Flucht aus Russland retten konnte. Vom Erlös der Perle konnte er einige Jahre leben. 2005 wurde die Perle erneut auf einer Auktion angeboten und war bei einem Verkaufswert von 2,1 Mio. Euro bis 2011 die teuerste Perle der Welt.

### Gewinnung von Perlen per U-Boot
Die 1865 von dem Deutsch-Amerikaner Julius Kröhl gebaute Sub Marine Explorer gilt als erstes funktionsfähiges U-Boot der Welt. Geldgeber für das Projekt war William Henry Tiffany, Bruder des Gründers von Tiffany & Co. und einer der Hauptgesellschafter der Pacific Pearl Company. Das Boot besaß auf seiner Unterseite Luken, durch die Insassen Perlmuscheln vom Meeresboden aufsammeln konnten. Die gesamte Besatzung starb jedoch kurze Zeit später, vermutlich an der damals noch unbekannten Taucherkrankheit. Das erst 2001 identifizierte Wrack liegt noch heute am Strand einer Insel vor Panama.